# Horní Libochová
Horní Libochová är en ort i Tjeckien.   Den ligger i regionen Vysočina, i den centrala delen av landet, 150 km sydost om huvudstaden Prag. Horní Libochová ligger 494 meter över havet och antalet invånare är 216.
Terrängen runt Horní Libochová är platt. Runt Horní Libochová är det ganska glesbefolkat, med 43 invånare per kvadratkilometer. Närmaste större samhälle är Velké Meziříčí, 11,5 km sydväst om Horní Libochová. Trakten runt Horní Libochová består till största delen av jordbruksmark.